# Jacob Angadiath
Jacob Angadiath (Periappuram, 26 settembre 1945) è un vescovo cattolico indiano, dal 3 luglio 2022 eparca emerito di San Tommaso Apostolo di Chicago.

## Biografia
Jacob Angadiath è nato a Periappuram, nel distretto di Elanji Panchayat del distretto di Ernakulam, nello Stato del Kerala, in India il 26 settembre 1945 da Ulahannan e Mariam Angadiath. Ha due fratelli, Andrew e Angadiath, entrambi residenti a Periappuram, e una sorella, Aleykutty Augusthy Champamalayil, residente a Matholapuram. Da ragazzo frequentava la chiesa siro-malabarese di San Giovanni Battista a Periappuram. Suo padre è morto nel 1948 e da allora in poi è cresciuto con la madre e i suoi parenti stretti.

### Formazione e ministero sacerdotale
Ha frequentato la St. Antony School di Kalluvettamada, Mulakulam, per due anni e poi la Namakuzhy Government High School dove si è diplomato nel 1962. Era molto attivo nelle pratiche letterarie della scuola e nelle attività del catechismo e della lega missionaria della sua parrocchia.
Ha compiuto gli studi per il sacerdozio nel seminario minore "Buon Pastore" di Palai, nel St. Thomas College della stessa città per il corso pre-universitario e infine nel seminario apostolico "San Tommaso" di Vadavathoor, Kottayam, per i corsi di filosofia e teologia a partire dal 1965. Ha avuto per rettori prima monsignor Kurian Vanchipurackal e poi monsignor Joseph Pallikaparampil. Il suo direttore spirituale era monsignor Mathew Mankuzhikary, una famosa guida spirituale.
Il 5 gennaio 1972 è stato ordinato presbitero per l'eparchia di Palai nella chiesa di Santa Maria a Lalam Old, Palai, da monsignor Sebastian Vayalil. Aveva ricevuto dallo stesso eparca sia la prima comunione che la cresima. Il suo primo incarico è stato quello di vicario parrocchiale della parrocchia di San Giuseppe a Kudakkachira dove era parroco padre Joseph Alumkal. Il suo zelo gli ha permesso di lavorare sodo. L'anno successivo è stato trasferito nella chiesa di San Giorgio ad Aruvithura. Per quattro anni è stato vicario parrocchiale sotto due esperti parroci, padre Jacob Thazhathel, il fondatore della Congregazione delle Figlie di San Tommaso, e padre Jacob Gnavallil, un pastore esemplare. È stato determinante nell'avvio del Collegio georgiano di Aruvithura. Nel 1977 è stato nominato vicario parrocchiale della parrocchia di San Giovanni ad Amparanirappel e vi ha prestato servizio per più di tre anni. In quegli anni ha completato gli studi per la laurea in letteratura inglese. È stato quindi nominato professore al seminario minore "Buon Pastore" di Palai. Oltre ad insegnare, aveva il compito di direttore spirituale e vice rettore. Ha prestato servizio anche come segretario dell'Associazione del clero eparchiale a Palai.
Nel 1984, monsignor Joseph Pallikaparampil, eparca di Palai e responsabile della missione d'oltremare della Chiesa cattolica siro-malabarese, lo ha inviato a Dallas, nel Texas, per prestare servizio tra i fedeli siro-malabaresi residenti in quella regione. È stato il primo sacerdote della sua Chiesa a essere incaricato di svolgere il ministero tra i fedeli negli Stati Uniti.
Monsignor Thomas Ambrose Tschoepe, vescovo di Dallas, lo ha accolto e lo nominato vicario parrocchiale della parrocchia di San Pio X a Dallas che aveva come parroco monsignor Thomas W. Weinzapfel. Robert Crisp, Arthur Mallinson, Joseph Erbrick e Dennis O'Brien, M.M., sono altri sacerdoti che hanno prestato servizio a vario titolo accanto a lui in quella parrocchia. Padre Angadiath ha avviato la missione siro-malabarese e nel 1992 ha fondato la chiesa siro-malabarese di San Tommaso Apostolo a Garland. Ha frequentato l'Università di Dallas e nel 1995 ha completato gli studi per il Master of Theology. Nel 1997 è stato trasferito nella parrocchia di San Michele Arcangelo a Garland con l'incarico di vicario parrocchiale. All'epoca era parroco padre James Sharp. Angadiath ha acquistato una casa a Garland che fungesse da canonica per la parrocchia di San Tommaso Apostolo. Il 1º luglio 1999 ha assunto l'incarico di direttore della missione siro-malabarese di Mar Thoma Shleeha a Bellwood. La comunità parrocchiale stava crescendo rapidamente e padre Angadiath ha organizzato i vari ministeri. È stato anche consulente del comitato per le migrazioni della Conferenza dei vescovi cattolici degli Stati Uniti.

### Ministero episcopale
Il 13 marzo 2001 papa Giovanni Paolo II lo ha nominato eparca di San Tommaso Apostolo di Chicago e visitatore apostolico per i fedeli siro-malabaresi in Canada. Ha ricevuto l'ordinazione episcopale il 1º luglio successivo a Chicago nell'ambito del II convegno siro-malabarese dal cardinale Varkey Vithayathil, arcivescovo maggiore di Ernakulam-Angamaly dei Siro-Malabaresi, co-consacranti l'eparca di Palai Joseph Pallikaparampil e quello di Kottayam Kuriakose Kunnacherry. L'omelia è stata pronunciata dal cardinale Francis Eugene George, arcivescovo di Chicago.
Il 6 agosto 2015 papa Francesco con la bolla Spiritualem ubertatem ha eretto l'esarcato apostolico per i siro-malabaresi residenti in Canada che fino a quel momento erano seguiti da monsignor Angadiath come visitatore apostolico.
Nell'aprile del 2011, nell'ottobre del 2019 e nel febbraio del 2020 ha compiuto la visita ad limina.
Il 3 luglio 2022 papa Francesco ha accolto la sua rinuncia al governo pastorale dell'eparchia di San Tommaso Apostolo di Chicago per raggiunti limiti di età; gli è succeduto Joy Alappat, fino ad allora vescovo ausiliare della medesima eparchia.

## Genealogia episcopale
La genealogia episcopale è:
- Cardinale Scipione Rebiba
- Cardinale Giulio Antonio Santori
- Cardinale Girolamo Bernerio, O.P.
- Arcivescovo Galeazzo Sanvitale
- Cardinale Ludovico Ludovisi
- Cardinale Luigi Caetani
- Cardinale Ulderico Carpegna
- Cardinale Paluzzo Paluzzi Altieri degli Albertoni
- Papa Benedetto XIII
- Papa Benedetto XIV
- Papa Clemente XIII
- Cardinale Enrico Benedetto Stuart
- Papa Leone XII
- Cardinale Chiarissimo Falconieri Mellini
- Cardinale Camillo Di Pietro
- Cardinale Mieczysław Halka Ledóchowski
- Cardinale Jan Maurycy Paweł Puzyna de Kosielsko
- Arcivescovo Józef Bilczewski
- Arcivescovo Bolesław Twardowski
- Arcivescovo Eugeniusz Baziak
- Papa Giovanni Paolo II
- Cardinale Varkey Vithayathil, C.SS.R.
- Vescovo Jacob Angadiath